# Liste der Nummer-eins-Hits in Dänemark (2018)
Dies ist eine Liste der Nummer-eins-Hits in Dänemark im Jahr 2018. Sie basiert auf den offiziellen Album Top-40 und Track Top-40, die im Auftrag von IFPI Dänemark erstellt werden.

## Singles
| ← 2017 ← | Liste der Nummer-eins-Hits in Dänemark | Liste der Nummer-eins-Hits in Dänemark                     | Liste der Nummer-eins-Hits in Dänemark | 2019 →                    |
| \| Zeitraum \| Wo. ges. \| Interpret \| Titel Autor(en) \| Zusätzliche Informationen \| \| (Zeitraum, Wochen auf Platz eins, Interpret, Titel, Autor[en], zusätzliche Informationen) \| \| \| \| \| \| ----------------------------------------------------------------------------------------- \| -------- \| ---------------------------------------------------------- \| ------------------------------------------------------------------------------------------------------------------------------------------------------------------------------ \| ------------------------- \| \| 49. Woche 2017 – 1. Woche 2018 5 Wochen (insgesamt 8) \| 8 \| Ed Sheeran \| Perfect Ed Sheeran \| – \| \| 2.–4. Woche 3 Wochen \| 3 \| Gilli \| Langsom Kian Rosenberg Larsson \| – \| \| 5.–7. Woche 3 Wochen (insgesamt 8) \| 8 \| Ed Sheeran \| Perfect Ed Sheeran \| – \| \| 8. Woche 1 Woche \| 1 \| Gilli feat. Blanco \| Tranquillo \| – \| \| 9.–10. Woche 2 Wochen \| 2 \| Drake \| God’s Plan Aubrey Graham, Ronald LaTour, Daveon Jackson, Matthew Samuels, Noah Shebib \| – \| \| 11.–17. Woche 7 Wochen \| 7 \| Bro \| Sydpå \| – \| \| 18. Woche 1 Woche \| 1 \| Hennedub feat. Gilli & Lukas Graham \| Holder fast \| – \| \| 19.–22. Woche 4 Wochen \| 4 \| KESI \| Kom over \| – \| \| 23.–28. Woche 6 Wochen \| 6 \| Sivas, Node & Gilli \| Oui \| – \| \| 29.–31. Woche 3 Wochen \| 3 \| Drake \| In My Feelings Aubrey Graham, Benny Workman, Darius Harrison, Stephen Garrett, James Scheffer, Rex Zamor, Dwayne Carter, Renetta Lowe-Bridgewater, Orville Hall, Phillip Price \| – \| \| 32. Woche 1 Woche \| 1 \| DJ Khaled feat. Justin Bieber, Chance the Rapper and Quavo \| No Brainer Khaled Khaled, Justin Bieber, Chancellor Bennett, Quavious Marshall, Nicholas Balding, Jason Boyd, Nolan Lambrozza, Melvin Riley, David Park \| – \| \| 33.–36. Woche 4 Wochen \| 4 \| KESI feat. Gilli \| Su casa \| – \| \| 37.–45. Woche 9 Wochen \| 9 \| Lukas Graham \| Love Someone \| – \| \| 46.–48. Woche 3 Wochen (insgesamt 4) \| 4 \| Ava Max \| Sweet but Psycho Ava Max, Andreas Andersen Haukeland, Madison Love, Henry Walter \| – \| \| 49. Woche 1 Woche \| 1 \| Mariah Carey \| All I Want for Christmas Is You Mariah Carey, Walter Afanasieff \| – \| \| 50.–52. Woche 3 Wochen (insgesamt 17) \| 17 \| Wham! \| Last Christmas George Michael \| – \| \| 53. Woche 1 Woche (insgesamt 4) \| 4 \| Ava Max \| Sweet but Psycho Ava Max, Andreas Andersen Haukeland, Madison Love, Henry Walter \| – \| |                                        |                                                            | |                           |
| ← 2017 |                                        |                                                            | | → 2019 →                  |
| Zeitraum | Wo. ges.                               | Interpret                                                  | Titel Autor(en) | Zusätzliche Informationen |
| (Zeitraum, Wochen auf Platz eins, Interpret, Titel, Autor[en], zusätzliche Informationen) |                                        |                                                            | |                           |
| 49. Woche 2017 – 1. Woche 2018 5 Wochen (insgesamt 8) | 8                                      | Ed Sheeran                                                 | Perfect Ed Sheeran | –                         |
| 2.–4. Woche 3 Wochen | 3                                      | Gilli                                                      | Langsom Kian Rosenberg Larsson | –                         |
| 5.–7. Woche 3 Wochen (insgesamt 8) | 8                                      | Ed Sheeran                                                 | Perfect Ed Sheeran | –                         |
| 8. Woche 1 Woche | 1                                      | Gilli feat. Blanco                                         | Tranquillo | –                         |
| 9.–10. Woche 2 Wochen | 2                                      | Drake                                                      | God’s Plan Aubrey Graham, Ronald LaTour, Daveon Jackson, Matthew Samuels, Noah Shebib                                                                                          | –                         |
| 11.–17. Woche 7 Wochen | 7                                      | Bro                                                        | Sydpå | –                         |
| 18. Woche 1 Woche | 1                                      | Hennedub feat. Gilli & Lukas Graham                        | Holder fast | –                         |
| 19.–22. Woche 4 Wochen | 4                                      | KESI                                                       | Kom over | –                         |
| 23.–28. Woche 6 Wochen | 6                                      | Sivas, Node & Gilli                                        | Oui | –                         |
| 29.–31. Woche 3 Wochen | 3                                      | Drake                                                      | In My Feelings Aubrey Graham, Benny Workman, Darius Harrison, Stephen Garrett, James Scheffer, Rex Zamor, Dwayne Carter, Renetta Lowe-Bridgewater, Orville Hall, Phillip Price | –                         |
| 32. Woche 1 Woche | 1                                      | DJ Khaled feat. Justin Bieber, Chance the Rapper and Quavo | No Brainer Khaled Khaled, Justin Bieber, Chancellor Bennett, Quavious Marshall, Nicholas Balding, Jason Boyd, Nolan Lambrozza, Melvin Riley, David Park                        | –                         |
| 33.–36. Woche 4 Wochen | 4                                      | KESI feat. Gilli                                           | Su casa | –                         |
| 37.–45. Woche 9 Wochen | 9                                      | Lukas Graham                                               | Love Someone | –                         |
| 46.–48. Woche 3 Wochen (insgesamt 4) | 4                                      | Ava Max                                                    | Sweet but Psycho Ava Max, Andreas Andersen Haukeland, Madison Love, Henry Walter                                                                                               | –                         |
| 49. Woche 1 Woche | 1                                      | Mariah Carey                                               | All I Want for Christmas Is You Mariah Carey, Walter Afanasieff | –                         |
| 50.–52. Woche 3 Wochen (insgesamt 17) | 17                                     | Wham!                                                      | Last Christmas George Michael | –                         |
| 53. Woche 1 Woche (insgesamt 4) | 4                                      | Ava Max                                                    | Sweet but Psycho Ava Max, Andreas Andersen Haukeland, Madison Love, Henry Walter                                                                                               | –                         |

## Alben
| ← 2017 ← | Liste der Nummer-eins-Hits in Dänemark | Liste der Nummer-eins-Hits in Dänemark | Liste der Nummer-eins-Hits in Dänemark | 2019 →                    |
| \| Zeitraum \| Wo. ges. \| Interpret \| Titel \| Zusätzliche Informationen \| \| (Zeitraum, Wochen auf Platz eins, Interpret, Titel, zusätzliche Informationen) \| \| \| \| \| \| ------------------------------------------------------------------------------ \| -------- \| -------------------------- \| ------------------------------------ \| ------------------------- \| \| 1.–5. Woche 5 Wochen (insgesamt 36) \| 36 \| Ed Sheeran \| ÷ \| – \| \| 6. Woche 1 Woche \| 1 \| Justin Timberlake \| Man of the Woods \| – \| \| 7. Woche 1 Woche \| 1 \| Verschiedene Interpreten \| Black Panther: The Album \| – \| \| 8.–9. Woche 2 Wochen \| 2 \| Verschiedene Interpreten \| MGP 2018 \| – \| \| 10.–11. Woche 2 Wochen \| 2 \| Node \| Cambiarme \| – \| \| 12.–13. Woche 2 Wochen (insgesamt 6) \| 6 \| XXXTentacion \| ? \| – \| \| 14. Woche 1 Woche \| 1 \| The Weeknd \| My Dear Melancholy, \| – \| \| 15.–16. Woche 2 Wochen (insgesamt 6) \| 6 \| XXXTentacion \| ? \| – \| \| 17. Woche 1 Woche \| 1 \| Sivas \| Ultra \| – \| \| 18.–24. Woche 7 Wochen \| 7 \| Post Malone \| Beerbongs & Bentleys \| – \| \| 25.–26. Woche 2 Wochen (insgesamt 6) \| 6 \| XXXTentacion \| ? \| – \| \| 27.–31. Woche 5 Wochen (insgesamt 8) \| 8 \| Drake \| Scorpion \| – \| \| 32. Woche 1 Woche \| 1 \| Travis Scott \| Astroworld \| – \| \| 33.–35. Woche 3 Wochen (insgesamt 8) \| 8 \| Drake \| Scorpion \| – \| \| 36.–38. Woche 3 Wochen \| 3 \| Eminem \| Kamikaze \| – \| \| 39. Woche 1 Woche \| 1 \| Nephew \| Ring-i-Ring \| – \| \| 40. Woche 1 Woche \| 1 \| Tina Dickow \| Fastland \| – \| \| 41.–42. Woche 2 Wochen \| 2 \| Kim Larsen \| Midt om natten \| – \| \| 43. Woche 1 Woche \| 1 \| MØ \| Forever Neverland \| – \| \| 44.–46. Woche 3 Wochen (insgesamt 4) \| 4 \| Lukas Graham \| 3 (The Purple Album) \| – \| \| 47. Woche 1 Woche \| 1 \| Jacob Dinesen \| Found It \| – \| \| 48. Woche 1 Woche (insgesamt 4) \| 4 \| Lukas Graham \| 3 (The Purple Album) \| – \| \| 49.–50. Woche 2 Wochen (insgesamt 23) \| 23 \| Michael Bublé \| Christmas \| – \| \| 51. Woche 1 Woche \| 1 \| Volbeat \| Let’s Boogie! Live from Telia Parken \| – \| \| 52. Woche 1 Woche (insgesamt 23) \| 23 \| Michael Bublé \| Christmas \| – \| \| 53. Woche 2018 – 5. Woche 2019 6 Wochen (insgesamt 10) \| 10 \| Lady Gaga & Bradley Cooper \| A Star Is Born \| – \| |                                        |                                        |                                        |                           |
| ← 2017 |                                        |                                        |                                        | → 2019 →                  |
| Zeitraum | Wo. ges.                               | Interpret                              | Titel                                  | Zusätzliche Informationen |
| (Zeitraum, Wochen auf Platz eins, Interpret, Titel, zusätzliche Informationen) |                                        |                                        |                                        |                           |
| 1.–5. Woche 5 Wochen (insgesamt 36) | 36                                     | Ed Sheeran                             | ÷                                      | –                         |
| 6. Woche 1 Woche | 1                                      | Justin Timberlake                      | Man of the Woods                       | –                         |
| 7. Woche 1 Woche | 1                                      | Verschiedene Interpreten               | Black Panther: The Album               | –                         |
| 8.–9. Woche 2 Wochen | 2                                      | Verschiedene Interpreten               | MGP 2018                               | –                         |
| 10.–11. Woche 2 Wochen | 2                                      | Node                                   | Cambiarme                              | –                         |
| 12.–13. Woche 2 Wochen (insgesamt 6) | 6                                      | XXXTentacion                           | ?                                      | –                         |
| 14. Woche 1 Woche | 1                                      | The Weeknd                             | My Dear Melancholy,                    | –                         |
| 15.–16. Woche 2 Wochen (insgesamt 6) | 6                                      | XXXTentacion                           | ?                                      | –                         |
| 17. Woche 1 Woche | 1                                      | Sivas                                  | Ultra                                  | –                         |
| 18.–24. Woche 7 Wochen | 7                                      | Post Malone                            | Beerbongs & Bentleys                   | –                         |
| 25.–26. Woche 2 Wochen (insgesamt 6) | 6                                      | XXXTentacion                           | ?                                      | –                         |
| 27.–31. Woche 5 Wochen (insgesamt 8) | 8                                      | Drake                                  | Scorpion                               | –                         |
| 32. Woche 1 Woche | 1                                      | Travis Scott                           | Astroworld                             | –                         |
| 33.–35. Woche 3 Wochen (insgesamt 8) | 8                                      | Drake                                  | Scorpion                               | –                         |
| 36.–38. Woche 3 Wochen | 3                                      | Eminem                                 | Kamikaze                               | –                         |
| 39. Woche 1 Woche | 1                                      | Nephew                                 | Ring-i-Ring                            | –                         |
| 40. Woche 1 Woche | 1                                      | Tina Dickow                            | Fastland                               | –                         |
| 41.–42. Woche 2 Wochen | 2                                      | Kim Larsen                             | Midt om natten                         | –                         |
| 43. Woche 1 Woche | 1                                      | MØ                                     | Forever Neverland                      | –                         |
| 44.–46. Woche 3 Wochen (insgesamt 4) | 4                                      | Lukas Graham                           | 3 (The Purple Album)                   | –                         |
| 47. Woche 1 Woche | 1                                      | Jacob Dinesen                          | Found It                               | –                         |
| 48. Woche 1 Woche (insgesamt 4) | 4                                      | Lukas Graham                           | 3 (The Purple Album)                   | –                         |
| 49.–50. Woche 2 Wochen (insgesamt 23) | 23                                     | Michael Bublé                          | Christmas                              | –                         |
| 51. Woche 1 Woche | 1                                      | Volbeat                                | Let’s Boogie! Live from Telia Parken   | –                         |
| 52. Woche 1 Woche (insgesamt 23) | 23                                     | Michael Bublé                          | Christmas                              | –                         |
| 53. Woche 2018 – 5. Woche 2019 6 Wochen (insgesamt 10) | 10                                     | Lady Gaga & Bradley Cooper             | A Star Is Born                         | –                         |

## Jahreshitparaden
| ← 2017 ← | Liste der Nummer-eins-Hits in Dänemark | Liste der Nummer-eins-Hits in Dänemark | Liste der Nummer-eins-Hits in Dänemark | 2019 →   |
| \| Singles \| Position# \| Alben \| \| ----------------------------------------------------------------------------------------------------------------------------------------------------------------------------------------------------- \| --------- \| -------------------------------------- \| \| Perfect Ed Sheeran \| 1 \| Beerbongs & Bentleys Post Malone \| \| Sydpå Bro \| 2 \| ÷ Ed Sheeran \| \| Youngblood 5 Seconds of Summer Calum Hood, Ali Tamposi, Andrew Watt, Ashton Irwin, Luke Hemmings, Louis Bell, Michael Clifford \| 3 \| ? XXXTentacion \| \| Kom over KESI \| 4 \| Scorpion Drake \| \| Langsom Gilli \| 5 \| Før vi mødte dig Rasmus Seebach \| \| These Days Rudimental feat. Jess Glynne, Macklemore & Dan Caplen Amir Amor, Kesi Dryden, Piers Aggett, Leon „DJ Locksmith“ Rolle, Daniel Caplen, Jamie Scott, Julian Bunetta, John Ryan, Ben Haggerty \| 6 \| 3 (The Purple Album) Lukas Graham \| \| God’s Plan Drake Aubrey Graham, Ronald LaTour, Daveon Jackson, Matthew Samuels, Noah Shebib \| 7 \| Stoney Post Malone \| \| Strapped Fool \| 8 \| Lukas Graham (Blue Album) Lukas Graham \| \| One Kiss Calvin Harris & Dua Lipa Adam Wiles, Dua Lipa, Jessie Reyez \| 9 \| 17 XXXTentacion \| \| Better Now Post Malone , Louis Bell, Frank Dukes, Billy Walsh \| 10 \| American Teen Khalid \| |                                        |                                        |                                        |          |
| ← 2017 |                                        |                                        |                                        | → 2019 → |
| Singles | Position#                              | Alben                                  |                                        |          |
| Perfect Ed Sheeran | 1                                      | Beerbongs & Bentleys Post Malone       |                                        |          |
| Sydpå Bro | 2                                      | ÷ Ed Sheeran                           |                                        |          |
| Youngblood 5 Seconds of Summer Calum Hood, Ali Tamposi, Andrew Watt, Ashton Irwin, Luke Hemmings, Louis Bell, Michael Clifford | 3                                      | ? XXXTentacion                         |                                        |          |
| Kom over KESI | 4                                      | Scorpion Drake                         |                                        |          |
| Langsom Gilli | 5                                      | Før vi mødte dig Rasmus Seebach        |                                        |          |
| These Days Rudimental feat. Jess Glynne, Macklemore & Dan Caplen Amir Amor, Kesi Dryden, Piers Aggett, Leon „DJ Locksmith“ Rolle, Daniel Caplen, Jamie Scott, Julian Bunetta, John Ryan, Ben Haggerty | 6                                      | 3 (The Purple Album) Lukas Graham      |                                        |          |
| God’s Plan Drake Aubrey Graham, Ronald LaTour, Daveon Jackson, Matthew Samuels, Noah Shebib | 7                                      | Stoney Post Malone                     |                                        |          |
| Strapped Fool | 8                                      | Lukas Graham (Blue Album) Lukas Graham |                                        |          |
| One Kiss Calvin Harris & Dua Lipa Adam Wiles, Dua Lipa, Jessie Reyez | 9                                      | 17 XXXTentacion                        |                                        |          |
| Better Now Post Malone , Louis Bell, Frank Dukes, Billy Walsh | 10                                     | American Teen Khalid                   |                                        |          |